# 대구남부초등학교
대구남부초등학교(大邱南部初等學校)는 대한민국 대구광역시 달서구 성당동에 있는 공립 초등학교이다.

## 연혁
- 1976. 03. 01 대구남부국민학교 개교(12학급)
- 1996. 03. 01 대구남부초등학교로 개칭
- 2011. 02. 16 제35회 졸업(졸업생 129명, 총 10,260명)
- 2011. 03. 01 22(1) 학급 편성